# Bahnstrecke Roissy–Picardie
| geplante Linienführung |                      |                                               |                                        |
| Streckenlänge: | 6,5 km               |                                               |                                        |
| Spurweite: | 1435 mm (Normalspur) |                                               |                                        |
| Stromsystem: | 25 kV 50 Hz ~        |                                               |                                        |
| Streckengeschwindigkeit: | 160 km/h             |                                               |                                        |
| Zweigleisigkeit: | durchgehend          |                                               |                                        |
| |                      |                                               |                                        |
| \| \| \| LGV Interconnexion Est v. Triangle de Coubert \| \| \| \| 7,5 \| Aéroport Charles-de-Gaulle 2 TGV \| Aéroport Charles-de-Gaulle 2 TGV \| \| \| 0,0 3,5 \| Bahnstrecke Paris–Lille von Paris-Nord \| Bahnstrecke Paris–Lille von Paris-Nord \| \| \| 1,0 \| \| \| \| \| 1,9 \| LGV Nord \| LGV Nord \| \| \| 3,1 \| A1 \| A1 \| \| \| 6,5 28,3 \| \| \| \| \| 29,7 \| Survilliers-Fosses \| Survilliers-Fosses \| \| \| \| Bahnstrecke Paris–Lille nach Lille \| \| |                      |                                               |                                        |
| |                      | LGV Interconnexion Est v. Triangle de Coubert |                                        |
| Bahnhof | 7,5                  | Aéroport Charles-de-Gaulle 2 TGV              | Aéroport Charles-de-Gaulle 2 TGV       |
| Abzweig geradeaus und nach halbrechts · Abzweig nach links | 0,0 3,5              | Bahnstrecke Paris–Lille von Paris-Nord        | Bahnstrecke Paris–Lille von Paris-Nord |
| Strecke von halblinks · Abzweig ehemals geradeaus und nach links · Abzweig von rechts | 1,0                  |                                               |                                        |
| Strecke · Kreuzung (Strecke geradeaus außer Betrieb) | 1,9                  | LGV Nord                                      | LGV Nord                               |
| Abzweig nach rechts und von halblinks · Brücke (Strecke außer Betrieb) | 3,1                  | A1                                            | A1                                     |
| Abzweig ehemals geradeaus und von halblinks | 6,5 28,3             |                                               |                                        |
| Bahnhof | 29,7                 | Survilliers-Fosses                            | Survilliers-Fosses                     |
| |                      | Bahnstrecke Paris–Lille nach Lille            |                                        |

Die Bahnstrecke Roissy–Picardie ist eine geplante, 6,5 km lange, elektrifizierte Eisenbahnstrecke nördlich von Paris, welche eine Verbindung zwischen der LGV Interconnexion Est und der Bahnstrecke Paris–Lille südlich von Survilliers – Fosses herstellt. Ziel ist es, die Städte im Norden Frankreichs besser an den Flughafen Paris-Charles de Gaulle anzubinden.

## Streckenverlauf
Die Strecke zweigt kreuzungsfrei ca. 2 km südlich von Survilliers – Fosses von der Bahnstrecke Paris–Lille in südöstlicher Richtung ab. Sie verläuft teils im Dammlage, teils im Einschnitt. Nachdem die Autobahn A1 überquert wurde, dreht sie in südliche Richtung kreuzt die LGV Nord und schließt im Triangle de Vémars an die LGV Interconnexion Est an.

## Geschichte

### Ausgangslage
Während der Planungsphase der LGV Nord Ende der 1980er Jahre, kam es zwischen Lille und Amiens zu einem Konflikt darüber, welche der beiden Städte von der neuen Hochgeschwindigkeitsstrecke bedient werden sollte. Letztendlich wurde eine Streckenführung über Lille als vorteilhafter betrachtet als eine Route über Amiens. Als Ausgleich wurde zwischen Amiens und Saint-Quentin der TGV-Bahnhof Haute-Picardie errichtet. Allerdings entspricht dieser Bahnhof nicht vollständig den Bedürfnissen von Amiens, da es keine direkte Bahnverbindung zwischen dem TGV-Bahnhof und der Stadt selbst gibt. Die Pläne für eine neue Hochgeschwindigkeitsstrecke, die LGV Picardie, zwischen Paris und dem Eurotunnel über Amiens, sind zurückgestellt. Somit bleibt die Picardie auch langfristig ohne Anschluss an das französische Hochgeschwindigkeitsnetz.
Derzeit besteht keine direkte Zugverbindung zwischen Amiens und dem Département Oise und dem Flughafen Paris-Charles de Gaulle. Letzterer besitzt zwar einen Bahnhof an der LGV Interconnexion Est, jedoch ist diese nicht mit der Altstrecke Paris–Amiens verbunden. Reisende müssen einen langen Umweg über Paris machen oder in Creil auf einen Bus umsteigen, der 45 Minuten bis zum Flughafen benötigt.

### Planung
Aus diesen Gründen, wurde ab 2008 die Planung für eine Verbindungsstrecke zwischen der LGV Interconnexion Est nördlich von Roissy und der Altstrecke im aufgenommen. Es standen drei Varianten der Streckenführung zur Diskussion:
- Nord: 11 km neue Strecke mit Anschluss nördlich von Survilliers an die Altstrecke
- Mittel: 6 km neue Strecke mit Anschluss südlich von Survilliers an die Altstrecke
- Süd: 7 km neue Strecke mit Anschluss südlich von Louvres an die Altstrecke

Im ersten Halbjahr 2010 fanden öffentliche Anhörungen (débat publique) zum Projekt statt. Auf Basis der Ergebnisse beschloss der Vorstand der französischen Netzgesellschaft Réseau ferré de France (RFF, heute SNCF Réseau) am 25. November 2010 eine Streckenführung innerhalb der Varianten Mitte und Süd weiter zu verfolgen. Die Streckenführung wurde weiter ausgearbeitet und die 6,5 km lange Strecke die mehrheitlich der Variante Mitte entspricht am 30. April 2013 durch Ministerentscheid verabschiedet.
Die Phase der öffentlichen Anhörung begann am 23. Februar 2021. Die Erklärung, dass das Projekt im öffentlichen Interesse ist (déclaration d’utilité publique), erfolgte am 21. Januar 2022. Die Kosten der neuen Strecke werden auf 245 Millionen Euro geschätzt (Stand 2017).
Die Bauarbeiten sollen 2024 beginnen und voraussichtlich Mitte 2026 abgeschlossen sein.

## Infrastruktur
Die Strecke weist eine Länge von 6,5 km auf und die zulässige Höchstgeschwindigkeit liegt bei 160 km/h. Der Gleisachsabstand beträgt 3,80 m und die maximale Neigung 35 ‰. Als Oberbau kommen UIC 60 Schienen mit Monoblockschwellen zum Einsatz und sie ist mit Wechselstrom (25 kV, 50 Hz) elektrifiziert.
Durch die Lage der kreuzungsfreien Einfädelung in die LGV Interconnexion Est muss die Überleitstelle Vémars und dem zugehörigen Betriebsgleis um ca. 500 m nach Süden an den km 3,7 verschoben werden.

## Betrieb
Die neue Strecke verkürzt die Reisezeiten zum Flughafen Charles de Gaulle um bis zu 50 Minuten. Ab Amiens soll die Fahrzeit zum Flughafen neu nur noch 1 Stunde betragen, gegenüber 1 Stunde und 40 Minuten im Jahr 2021. Weiterhin ermöglicht die Strecke Fahrzeitverkürzungen von 30 Minuten ab Amiens und Creil zu den wichtigsten französischen Ballungsgebieten (Lyon, Marseille, Straßburg) durch Umstieg am Bahnhof Aéroport Charles-de-Gaulle 2 TGV.
Zusätzlich zur neuen Strecke wird am Bahnhof Aéroport Charles-de-Gaulle 2 TGV ein neuer Bahnsteige gebaut, um die zusätzliche Kapazität zu schaffen. Hierfür werden die bestehenden Durchfahrtsgleise aufgehoben.